# Sylvia Sass
Sylvia Sass (Budapest, 12 luglio 1951) è un soprano ungherese, specializzato nel repertorio verdiano.

## Biografia
Studiò all'Accademia Musicale Franz Liszt di Budapest con Ferenc Révhegyi, e fece il suo debutto al Teatro dell'opera di Budapest nel ruolo di Frasquita nella Carmen di Georges Bizet nel 1971. L'anno seguente cantò Violetta ne La traviata di Verdi al Teatro dell'Opera di Sofia, e nella stagione 1974-1975 eseguì alcuni pezzi mozartiani al Festival di Salisburgo in forma di concerto.
Nel 1975 esordisce nel Regno Unito come Desdemona nell'Otello di Verdi diretta da Alexander Gibson al Theatre Royal di Glasgow per la Scottish Opera, nel 1976 fece il suo debutto alla Royal Opera House, Covent Garden di Londra nel ruolo di Giselda ne I Lombardi alla prima crociata con Nikola Gjuzelev, Elizabeth Connell, Robert Lloyd e José Carreras diretta da Lamberto Gardelli e ritornò la stagione seguente per interpretare nuovamente Violetta Valery ne La traviata con Alfredo Kraus e Renato Bruson.
Nel 1977 cantò per la prima volta alla Metropolitan Opera House di New York nella Tosca di Giacomo Puccini con Carreras, Ingvar Wixell e Renato Capecchi, quindi alla Staatsoper di Vienna, alla Bayerische Staatsoper di Monaco di Baviera, a Colonia, Francoforte, Berlino, Amburgo, all'Opéra di Parigi e al Festival di Aix-en-Provence. Nel 1978 debuttò al Teatro alla Scala di Milano nella Manon Lescaut di Puccini diretta da Georges Prêtre, che fu trasmessa dal vivo in eurovisione.
Il suo repertorio includeva anche Don Giovanni (Donna Anna), Così fan tutte (Fiordiligi), La bohème (Mimì), Il castello del principe Barbablù di Béla Bartók (Judith), ma rimase particolarmente nota per le sue interpretazioni verdiane, soprattutto come Lady Macbeth (celebre la sua interpretazione di questo ruolo a Torino nel 1977, a fianco di Renato Bruson e Carlo Bergonzi ).
Fra i numerosi premi vinti, nel 1974 si aggiudicò il Concorso internazionale Čajkovskij di Mosca per cantanti donne, ex aequo con Lyudmila Sergienko e Stefka Evstatieva.

## Produzione artistica
La Sass ha inciso numerose registrazioni di arie, Lieder e opere complete, in particolare Il castello del principe Barbablù e Don Giovanni, entrambe dirette da Georg Solti, I Lombardi alla prima crociata, Ernani, Attila, Macbeth e Stiffelio di Verdi, tutte dirette da Lamberto Gardelli, Médée di Luigi Cherubini, sempre con Gardelli, i Vier letzte Lieder di Richard Strauss e i Wesendonck-Lieder di Richard Wagner.

### CD (parziale)
- Bartók: Bluebeard's Castle - Sir Georg Solti/Sylvia Sass/London Philharmonic Orchestra/Kolos Kováts/Istvan Sztankay, 1980 Decca
- Mozart: Don Giovanni - Bernd Weikl/Dame Margaret Price/Gabriel Bacquier/London Philharmonic Orchestra/Lucia Popp/Sir Georg Solti/Stuart Burrows/Sylvia Sass, 1979 Decca
- Verdi: Stiffelio - José Carreras/Lamberto Gardelli/Matteo Manuguerra/Orf Symphony Orchestra/Sylvia Sass, 1980 Philips
- Verdi: I Lombardi - Lamberto Gardelli/Giorgio Lamberti/Sylvia Sass/Kolos Kováts/Hungarian State Opera Orchestra, 1984 HUNGAROTON
- Verdi: Attila - Evgenij Evgen'evič Nesterenko/Lajos Miller/Sylvia Sass/János B. Nagy/Gábor Kállay/Kolos Kováts/Hungarian Radio and Television Chorus/Hungarian State Orchestra/Lamberto Gardelli, 1987 HUNGAROTON
- Presenting Sylvia Sass - Opera's Sensational New Star - Lamberto Gardelli/London Symphony Orchestra/Sylvia Sass, 1977 Decca
- Sylvia Sass: A Mozart-Wagner Recital, 1986 HUNGAROTON
- Sass: Arias - Sylvia Sass, 2006 HUNGAROTON
- Sass: Operetta and Pop Songs - Sylvia Sass, 2005 HUNGAROTON
- Sass: Operatic Arias - Sylvia Sass/Budapest Symphony Orchestra/Ádám Medveczky, 1987 HUNGAROTON

### DVD (parziale)
- Bartok, Castello di Barbablù - Solti/Kovats/Sass, Decca